# Postfartyg

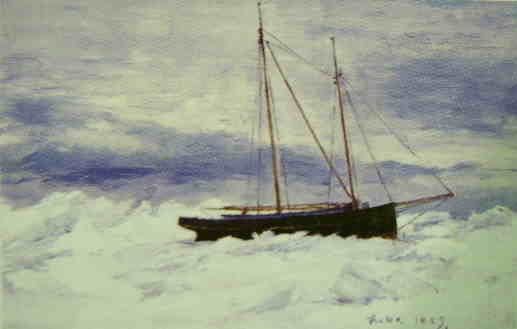
Postbåt i packis, målning av J.A.G. Acke, 1889

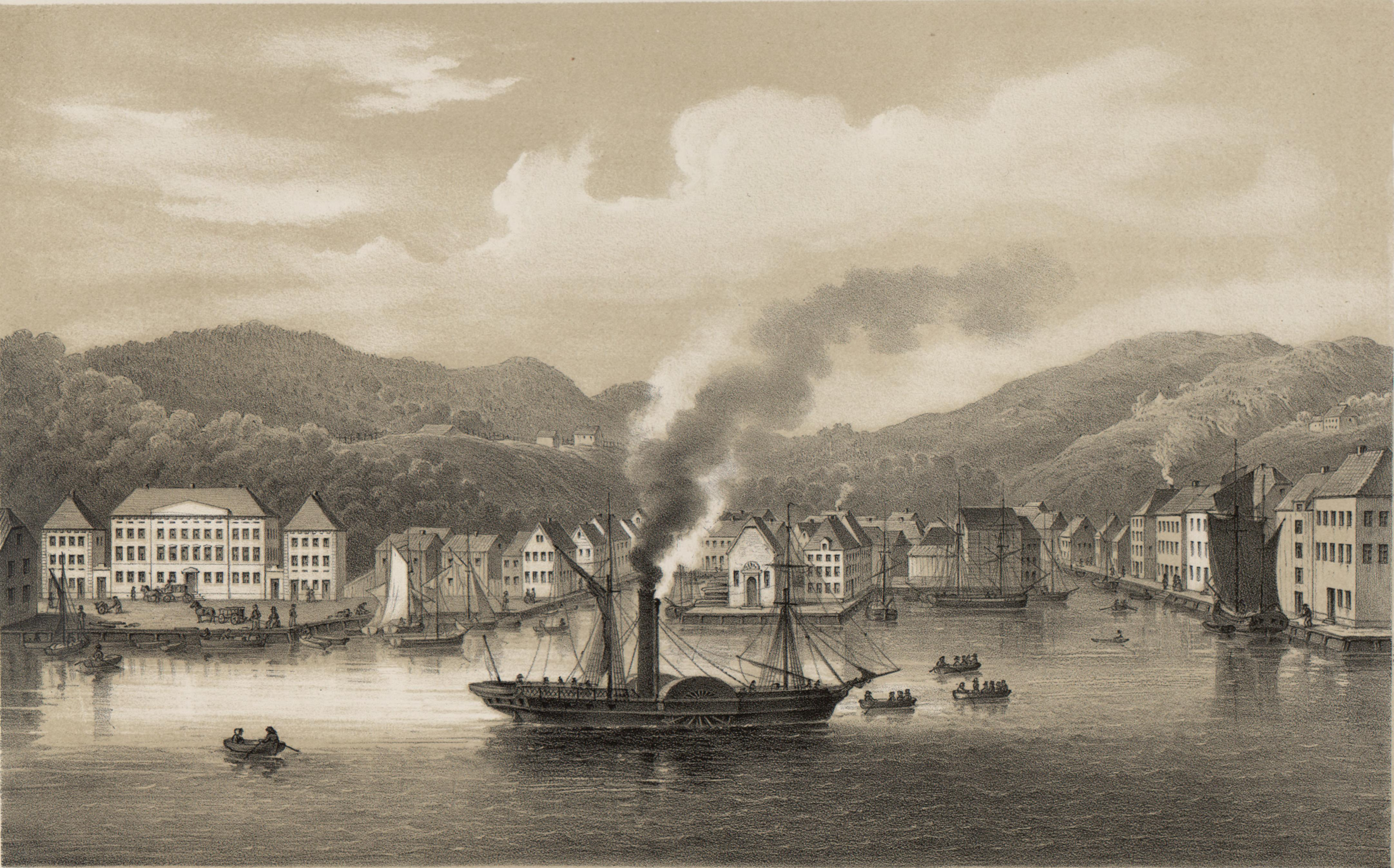
D/S Constitutionen, Norge första postångare, insatt på rutten Kristiania – Kristiansand 1827

Postfartyg var i Sverige fartyg, som tillhörde Postverket och som användes för regelbunden postbefordran. Som postfartyg benämns också, som till exempel i Storbritannien, fartyg med vilka postbefordran anordnades efter överenskommelse mellan postverk och privata rederier. 
Före ångfartygens tillkomst befordrades post sjöledes med seglande postjakter, av vilka svenska Postverket ägde ett flertal, och med roddbåtar. Postjakter användes bland annat för uppehållande av postförbindelserna mellan det svenska fastlandet och Öland och Gotland samt mellan Ystad och Stralsund i Svenska Pommern, senare Preussen. 
Den första svenska postångaren var Constitution, byggd på Karlskrona örlogsvarv 1822 och insatt på linjen Ystad–Stralsund. Den första svenska inrikes ångbåtspostförbindelsen etablerades 1836 på rutten Stockholm–Västervik–Visby.